# Nieuwveen (Nieuwkoop)

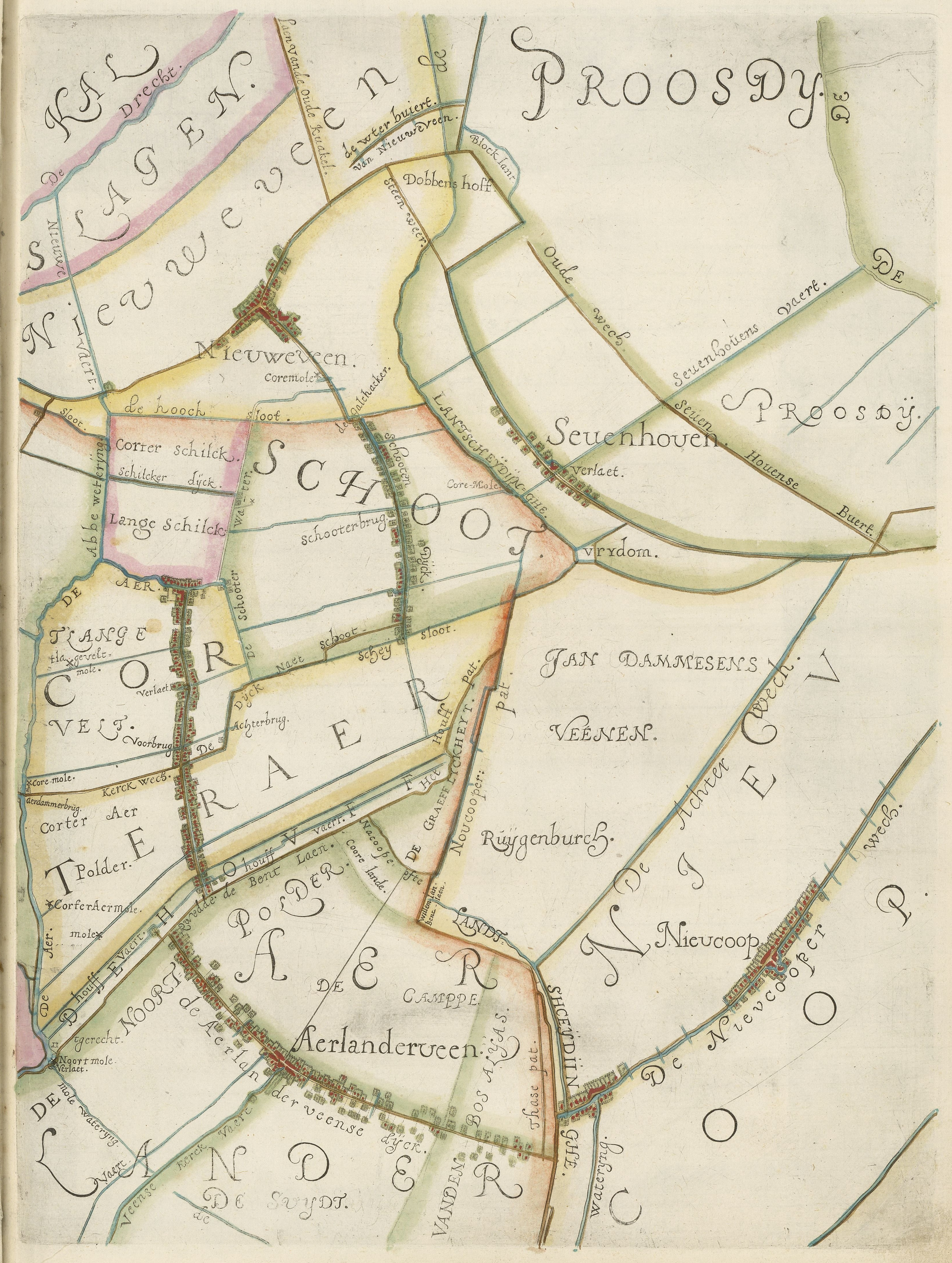
Nieuwveen (Nieuweveen) op een kaart van het Hoogheemraadschap van Rijnland uit 1611.

Nieuwveen is een dorp in de gemeente Nieuwkoop, in de Nederlandse provincie Zuid-Holland. Het dorp heeft 4.575 inwoners (2023). Tot 1991 was Nieuwveen een zelfstandige gemeente en tot 1 januari 2007 maakte het deel uit van de gemeente Liemeer. In Nieuwveen staat het gemeentehuis van de gemeente Nieuwkoop.
Nieuwveen kent veel tuinbouw en akkerbouw, maar ook veeteelt.

## Treinverbinding (1915-1936)
Van 1 augustus 1915 tot 1 januari 1936 lag Nieuwveen aan de spoorlijn Uithoorn - Alphen aan den Rijn. Op het tracé van de spoorlijn werd later de provinciale weg aangelegd (de latere N231). Het stationsgebouw uit 1915 is nog aanwezig.

## Straten in Nieuwveen
Nieuwveen bestond vroeger alleen uit Blokland, Uiterbuurtweg, Dorpsstraat, de Hogendijk, de Oude Nieuwveenseweg, de Muggenlaan, de Kerkstraat, de Stationsweg, het Nieuwveens Jaagpad en -een zijstraat daarvan- het Zouthuissluizermolenpad. Na de Tweede Wereldoorlog werd de Stationsweg omgedoopt in de W.P. Speelmanweg en een deel van de Oude Nieuwveenseweg werd de A.H Kooistrastraat, dit ter ere van Nieuwveense oorlogsslachtoffers.
Later een grote uitbreiding met de Hazeweg, Schoterpark, Schoterveld, Roggeveldweg, Korenveldweg, Klaverveld, Maisveld, Molenlaan, Mollerit, Akkermunt, Lijsterlaan, Zwaluwlaan, Jan van Blankenpad , Jan Switzerpad, Bruningstraat , Parkstraat, Gruttoveld, Weegbree, Meeuwenveld, Meeuwenplein, Schoutclantstraat, Blauwe Reigerpad, Ambroziolaan en het Teylersplein, waar men naast een huisartspraktijk ook het gemeentehuis van de voormalige gemeente Liemeer kan vinden.
Vanaf begin 2009 is er een nieuwe straat bij gekomen: Het Rugstreeppad. Een woonwijkje grenzend aan de Hazeweg. Dit is het bouwproject Nieuw Venne en bestaat uit 50 koop- en 34 huurwoningen.
Daarna volgden in wat jaren later de Jan Sassestraat, J.J. Rooversstraat. Ondertussen was woonwijk 'De Verwondering' ook aan het groeien met verschillende rijtjeshuizen en vrijstaande woningen.

## Sport en recreatie
Nieuwveen heeft een zwembad genaamd de Aarweide, naast dit zwembad bevindt zich de Golf & Country Club Liemeer. Aan de Hazeweg ligt het sport- en zalencomplex genaamd De Ringkant.
De plaats is gelegen aan de Europese wandelroute E11, ter plaatse ook wel Marskramerpad geheten, alsmede aan het Pelgrimspad. De route komt vanaf Langeraar en vervolgt naar Noordeinde.

### Verenigingen
- SV Nicolaasboys is de Nieuwveense voetbalvereniging, met een terrein aan de W.P Speelmanweg.
- Aan dezelfde weg is ook Scouting Abbé Pierre gevestigd.
- Tennisvereniging Nieuwveen is de tennisclub in Nieuwveen.
- NDC is de dartvereniging in Nieuwveen.
- Nieuwveen heeft ook zijn eigen muziekvereniging samen met Langeraar, Aer en Amstel.
- Dichtersvereniging de Geheven Pen is bekend in de gehele Rijnstreek. Jules Deelder heeft hier een tijdlang geïnstrueerd.
- De Bende organiseert activiteiten en kampen voor kinderen.

## Scholen
- Peuteronderwijs De Ringkantertjes
- Basisschool de Veenvogel (vroeger: De Tamboerijn en de St Nicolaasschool)

## Bekende Nieuwveners

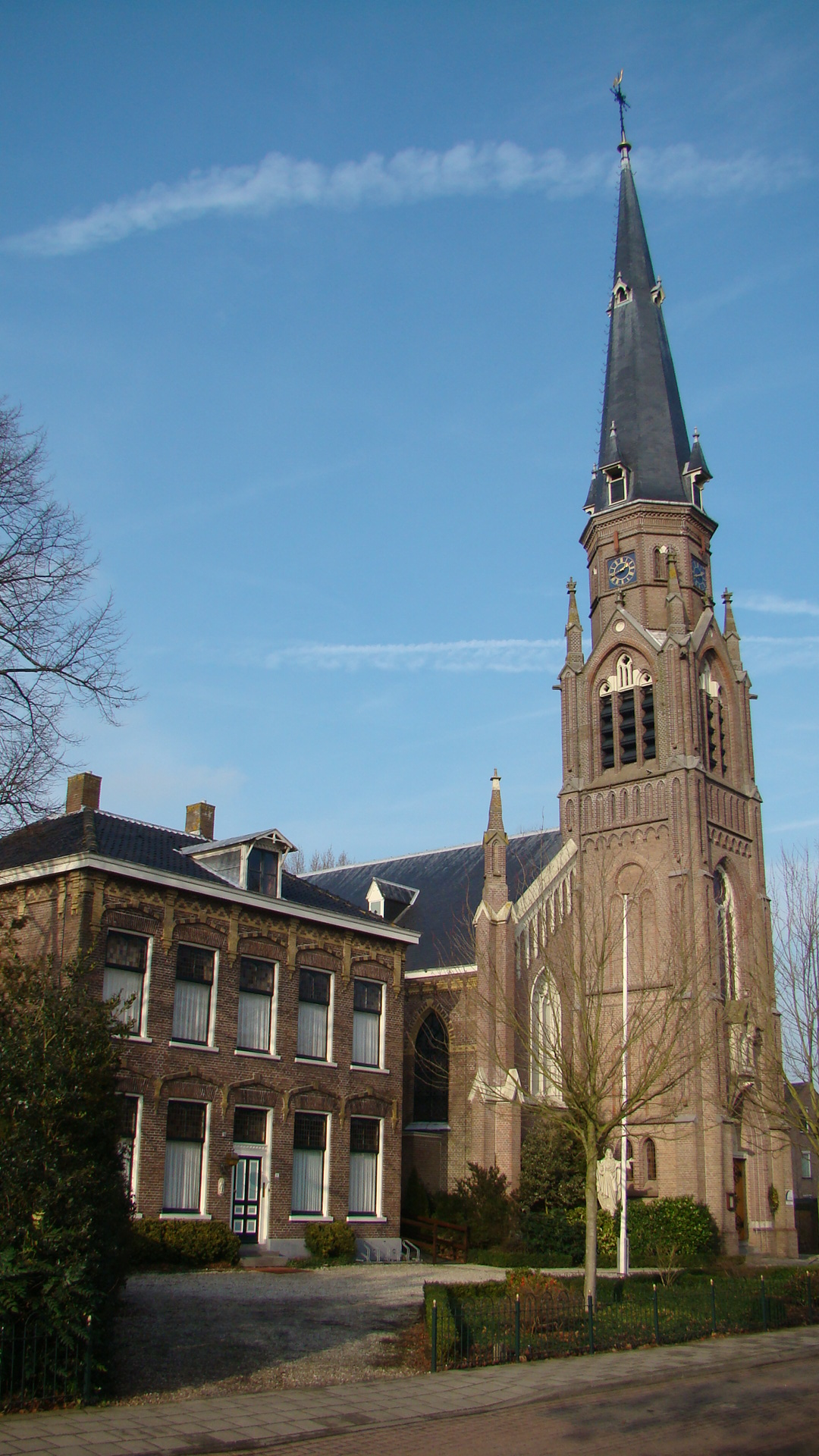
Pastorie en Nicolaaskerk aan de Dorpsstraat

- Cornelis Outshoorn, ingenieur en architect
- Everhard Spelberg, predikant en bestuurder VPRO
- Anne Kooistra, medeoprichter van de illegale bladen Vrij Nederland en Trouw
- Wim Speelman, medeoprichter van de illegale bladen Vrij Nederland en Trouw
- Wil Burgmeijer, langebaanschaatsster
- Richard van Kempen, marathonschaatser
- Annouk van der Weijden, langebaanschaatsster
- Jan Leliveld (1956-2017), zanger
- Sander Berk (1979), triatleet